# 曼努埃爾·佩斯亞利尼
曼努埃爾·佩斯亞利尼（義大利語：Manuel Pucciarelli；1991年6月17日—）是一位意大利足球運動員。在場上的位置是前鋒。他現在效力於阿聯酋足球甲級聯賽球隊Dibba Al-Furjarah。